# Символ завершення доведення

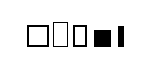

Символ завершення доведення (∎) («символ Халмоша», англ. Halmos, tombstone «надгробний камінь») — друкарський символ, що використовується в математиці для позначення кінця доведення замість скорочення Q.E.D. латинської фрази quod erat demonstrandum — «що потрібно було довести». Також використовується в деяких журналах як символ кінця статті.
Символом Халмоша називається на честь математика Пола Річарда Халмоша, який вперше використав цей символ в математичному контексті в книзі Теорія міри (англ. Measure Theory) 1950 року.
У Юникоді як заповнений прямокутник представлений в блоці Математичні оператори (англ. Mathematical Operators) як U+220E ∎ END OF PROOF (HTML &#8718;). Схожі за накресленням символи присутні і в якості геометричних фігур у відповідному блоці: ■, ▮.
У системі комп'ютерної верстки ΤΕΧ символ доступний під командою \qedsymbol або \qed, а також автоматично проставляється наприкінці оточення proof пакету amsthm з AMS-LaTeX.